# Kodomo no jikan - A Forbidden Time
Kodomo no jikan (こどもの時間?) è un manga giapponese scritto e illustrato da Akira Goto. La serializzazione iniziò il 19 dicembre 2000 e il manga è stato pubblicato da Core Magazine in 3 volumi. Un adattamento ad anime del manga composto da 7 episodi OAV è stato pubblicato tra il 2000 e il 2002.